# Kamaru Usman
Kamarudeen Usman (Auchi, 11 de maio de 1987) é um lutador nigeriano de artes marciais mistas que atualmente compete no peso-meio-médio do Ultimate Fighting Championship. Ele foi o vencedor do The Ultimate Fighter: American Top Team vs. Blackzilians. No dia 2 de março de 2019, Usman se tornou campeão do peso-meio-médio do UFC, sagrando-se o primeiro campeão africano da história da organização.

## Carreira no MMA
Usman estreou no MMA em 2012, derrotando David Glover por nocaute técnico e acumulou um recorde de 5-1 antes de entrar para o TUF, incluindo uma vitória sobre o veterano do WEC Marcus Hicksc

### The Ultimate Fighter
Usman participou do The Ultimate Fighter: American Top Team vs. Blackzilians (21ª edição), onde sua equipe Blackzilians enfrentaria a rival American Top Team.
Na competição, Usman enfrentou na primeira luta Michael Graves, um dos principais lutadores da ATT, e Usman venceu por decisão majoritária após dois rounds.
Sua segunda e última luta no programa foi contra outro principal lutador da ATT, o ex-Campeão Meio-Médio do WSOF Steve Carl, e Usman também o venceu em dois rounds, por decisão unânime.

### Ultimate Fighting Championship
Usman estreou no UFC em uma luta para determinar o vencedor do TUF 21 contra Hayder Hassan em 12 de Julho de 2015 no The Ultimate Fighter: American Top Team vs. Blackzilians Finale. Após vencer claramente o primeiro round, Kamaru venceu a luta por finalização com um katagatame no segundo round. Ganhando assim, o bônus de $300,000 para sua academia e uma moto Harley Davidson.
Em sua segunda luta no UFC, Usman enfrentou o jamaicano Leon Edwards. No combate ocorrido em 19 de dezembro de 2015 no UFC on Fox: dos Anjos vs. Cerrone II, Usman venceu por decisão unânime.
Posteriormente, Usman enfrentou o russo Alexander Yakovlev em 23 de julho de 2016 no UFC on Fox: Holm vs. Shevchenko. Ele venceu a luta por decisão unânime.
No UFC Fight Night: Bader vs. Nogueira 2, ocorrido em 19 de novembro de 2016, Usman enfrentou o brasileiro Warlley Alves. Ele venceu por decisão unânime.
Em 8 de abril de 2017, Usman enfrentou Sean Strickland no UFC 210. Ele venceu por decisão unânime.
Em seguida, no UFC Fight Night: Rockhold vs. Branch, Usman enfrentou o tricampeão mundial de jiu-jítsu Sérgio Moraes, que vinha de uma sequência de sete lutas sem perder. Usman nocauteou o adversário no primeiro round, aos 2m48s de luta.
Após derrotar o brasileiro, Usman enfrentou o lutador norueguês Emil Weber Meek no UFC Fight Night: Stephens vs. Choi. Em uma luta que deveria ter acontecido no UFC 219, Usman derrotou o adversário por decisão unânime (triplo 30-27).
Fazendo a luta principal pela primeira vez no UFC, Usman enfrentou o brasileiro Demian Maia no UFC Fight Night: Maia vs. Usman, primeiro evento da organização realizado no Chile. Em um combate de cinco rounds, Usman derrotou Demian por decisão unânime (50-45, 49-46, 49-46).
Na luta principal do TUF 28 Finale, Usman enfrentou o ex-campeão do peso-leve do UFC Rafael dos Anjos, o quarto brasileiro na organização. Em uma luta de 25 minutos, Usman venceu por decisão unânime (50-43, 49-45 e 48-47), sendo a nona vitória seguida no UFC. Após o combate, Kamaru Usman ganhou o prêmio de Performances da Noite, recebendo um bônus de US$ 50 mil.

### Primeiro Campeão Africano do UFC
A disputa pelo Cinturão Meio-Médio do UFC veio em 2 de março de 2019, na penúltima luta do UFC 235. Usman derrubou e dominou durante 5 rounds o então campeão Tyron Woodley por decisão unânime (50-44, 50-44, 50-45).
Ele fez sua primeira defesa de cinturão contra o americano Colby Covington em 14 de Dezembro de 2019 no UFC 245: Usman vs. Covington. Usman venceu a luta por nocaute técnico no quinto round após conseguir aplicar dois knockdowns em Covington.
Usman era esperado para fazer sua segunda defesa de cinturão contra o brasileiro Gilbert Burns, no UFC 251. Entretanto, Burns testou positivo para COVID-19 e foi retirado do card. Ele foi substituído por Jorge Masvidal. Usman venceu por decisão unânime.
No UFC 268 fez um combate disputado round a round com Colby Covington e acabou vencendo por decisão unânime. 

## Títulos e feitos
Ultimate Fighting Championship
- Campeão Meio-Médio do UFC.
  - Quatro defesas de cinturão (vs. Colby Covington, Jorge Masvidal (2x) e Gilbert Burns)
- Vencedor do The Ultimate Fighter: American Top Team vs. Blackzilians
- Performance da noite (Quatro vezes) vs. Hayder Hassan, Rafael dos Anjos, Gilbert Burns e Jorge Masvidal
- Luta da Noite (Uma vez) vs. Colby Covington
- Recorde de mais vitórias consecutivas nos Meio-Médios (14).

## Cartel no MMA
| Cartel no MMA   |             |            |
| 23 lutas        | 20 vitórias | 3 derrotas |
| Por nocaute     | 9           | 1          |
| Por finalização | 1           | 1          |
| Por decisão     | 10          | 1          |

| Res.    | Cartel | Oponente           | Método                    | Evento                                     | Data       | Round | Tempo | Local                    | Notas |
| ------- | ------ | ------------------ | ------------------------- | ------------------------------------------ | ---------- | ----- | ----- | ------------------------ | --- |
| Derrota | 20-4   | Khamzat Chimaev    | Decisão (majoritária)     | UFC 294: Makhachev vs. Volkanovski 2       | 21/10/2023 | 3     | 5:00  | Abu Dhabi                | Estreia nos Médios; Usman substituiu Paulo Costa com 10 dias de antecedência.                                                 |
| Derrota | 20-3   | Leon Edwards       | Decisão (majoritária)     | UFC 286: Edwards vs. Usman 3               | 18/03/2023 | 5     | 5:00  | Londres                  | Pelo Cinturão Meio Médio do UFC; Edwards teve 1 ponto de dedução por sucessivas faltas.                                       |
| Derrota | 20-2   | Leon Edwards       | Nocaute (chute na cabeça) | UFC 278: Usman vs. Edwards 2               | 20/08/2022 | 5     | 4:04  | Salt Lake City, Utah     | Perdeu o Cinturão Meio Médio do UFC.                                                                                          |
| Vitória | 20-1   | Colby Covington    | Decisão (unânime)         | UFC 268: Usman vs. Covington 2             | 06/11/2021 | 5     | 5:00  | Nova Iorque, Nova Iorque | Defendeu o Cinturão Meio Médio do UFC.                                                                                        |
| Vitória | 19-1   | Jorge Masvidal     | Nocaute (soco)            | UFC 261: Usman vs. Masvidal 2              | 24/04/2021 | 2     | 1:02  | Jacksonville, Florida    | Defendeu o Cinturão Meio Médio do UFC; Performance da Noite.                                                                  |
| Vitória | 18-1   | Gilbert Burns      | Nocaute Técnico (socos)   | UFC 258: Usman vs. Burns                   | 13/02/2021 | 3     | 0:34  | Las Vegas, Nevada        | Defendeu o Cinturão Meio Médio do UFC; Quebrou o recorde de vitórias consecutivas nos Meio Médios (13); Performance da Noite. |
| Vitória | 17-1   | Jorge Masvidal     | Decisão (unânime)         | UFC 251: Usman vs. Masvidal                | 12/07/2020 | 5     | 5:00  | Abu Dhabi                | Defendeu o Cinturão Meio Médio do UFC; Igualou o recorde de vitórias consecutivas nos Meio Médios (12).                       |
| Vitória | 16-1   | Colby Covington    | Nocaute Técnico (socos)   | UFC 245: Usman vs. Covington               | 14/12/2019 | 5     | 4:10  | Las Vegas, Nevada        | Defendeu o Cinturão Meio Médio do UFC; Luta da Noite.                                                                         |
| Vitória | 15-1   | Tyron Woodley      | Decisão (unânime)         | UFC 235: Jones vs. Smith                   | 02/03/2019 | 5     | 5:00  | Las Vegas, Nevada        | Ganhou o Cinturão Meio Médio do UFC; Quebrou o recorde de mais golpes conectado em uma disputa de cinturão (336).             |
| Vitória | 14-1   | Rafael dos Anjos   | Decisão (unânime)         | The Ultimate Fighter: Heavy Hitters Finale | 30/11/2018 | 5     | 5:00  | Las Vegas, Nevada        | Performance da Noite. |
| Vitória | 13-1   | Demian Maia        | Decisão (unânime)         | UFC Fight Night: Maia vs. Usman            | 19/05/2018 | 5     | 5:00  | Santiago                 | |
| Vitória | 12-1   | Emil Weber Meek    | Decisão (unânime)         | UFC Fight Night: Stephens vs. Choi         | 14/01/2018 | 3     | 5:00  | St.Louis, Missouri       | |
| Vitória | 11-1   | Sérgio Moraes      | Nocaute (soco)            | UFC Fight Night: Rockhold vs. Branch       | 16/09/2017 | 1     | 2:48  | Pittsburgh, Pensilvânia  | |
| Vitória | 10-1   | Sean Strickland    | Decisão (unânime)         | UFC 210: Cormier vs. Johnson II            | 08/04/2017 | 3     | 5:00  | Buffalo, Nova Iorque     | |
| Vitória | 9-1    | Warlley Alves      | Decisão (unânime)         | UFC Fight Night: Nogueira vs. Bader II     | 19/11/2016 | 3     | 5:00  | São Paulo                | |
| Vitória | 8-1    | Alexander Yakovlev | Decisão (unânime)         | UFC on Fox: Holm vs. Shevchenko            | 23/07/2016 | 3     | 5:00  | Chicago, Illinois        | |
| Vitória | 7-1    | Leon Edwards       | Decisão (unânime)         | UFC on Fox: dos Anjos vs. Cerrone II       | 19/12/2015 | 3     | 5:00  | Orlando, Flórida         | |
| Vitória | 6-1    | Hayder Hassan      | Finalização (katagatame)  | The Ultimate Fighter 21 Finale             | 12/07/2015 | 1     | 4:29  | Las Vegas, Nevada        | Estreia no UFC; Ganhou o TUF 21; Performance da Noite.                                                                        |
| Vitória | 5-1    | Marcus Hicks       | Nocaute Técnico (socos)   | Legacy FC 33                               | 18/07/2014 | 2     | 5:00  | Allen, Texas             | |
| Vitória | 4-1    | Lenny Lovato       | Nocaute Técnico (socos)   | Legacy FC 30                               | 04/04/2014 | 3     | 1:04  | Albuquerque, Novo México | |
| Vitória | 3-1    | Steven Rodriguez   | Nocaute Técnico (socos)   | Legacy FC 27                               | 31/01/2014 | 1     | 1:31  | Houston, Texas           | |
| Vitória | 2-1    | Rashid Abdullah    | Nocaute Técnico (socos)   | Victory FC 41                              | 14/12/2013 | 1     | 3:49  | Ralston, Nebraska        | |
| Derrota | 1-1    | Jose Caceres       | Finalização (mata leão)   | CFA 11: Kyle vs. Wiuff                     | 24/05/2013 | 1     | 3:47  | Coral Gables, Flórida    | |
| Vitória | 1-0    | David Glover       | Nocaute Técnico (socos)   | RFA 5: Downing vs. Rinaldi                 | 30/11/2012 | 2     | 4:50  | Kearney, Nebraska        | |